# Hydriomena tricolorata
Hydriomena tricolorata är en fjärilsart som beskrevs av Franz Paula von Schrank 1802. Hydriomena tricolorata ingår i släktet Hydriomena och familjen mätare. Inga underarter finns listade i Catalogue of Life.